# Georg von Heijne
Georg von Heijne (före adlandet Heijne), född 15 februari 1696 i Elbing, död 5 juni 1756 i Stockholm, var en svensk militär. Han var far till Fredrik von Heijne.
Georg von Heijne var son till godsförvaltaren Elias Heijne och Sofia Helena Sticht. Han var student vid universiteten i Leiden och Utrecht 1706–1709. von Heijne blev volontär vid prins Vilhelms av Hessen dragonregemente i Brabant 1709, fänrik vid garnisonsregementet i Stade 1711, kapten vid Bremiska dragonregementet samma år och blev 1712 tillfångatagen i Stade. Han frisläpptes 1713, blev 1714 överadjutant och adlades 1718 med introduktion på riddarhuset 1720. Under 1718 deltog han i det svenska fälttåget mot Norge. Heijne erhöll 1722 generaladjutants karaktär och 1723 majors exspektans vid Livregementet till häst. År 1729 blev han major vid Västmanlands regemente, överstelöjtnant där 1739 och var 1747–1756 överste och chef för Kronprinsens regemente. Han deltog även i hattarnas ryska krig på 1740-talet. von Heijne drabbades av ett slaganfall på kungliga slottet i Stockholm och avled kort därefter. Han blev riddare av Svärdsorden 1748.